# グードゥラ (小惑星)
グードゥラ (799 Gudula) は小惑星帯の小惑星である。ドイツの天文学者カール・ラインムートがハイデルベルクで発見した。
ドイツ系の女性名から名付けられた。